# Санча Арагонская
Санча Арагонская (Sancha d’Aragona, 1478—1506) — внебрачная дочь Альфонсо II, короля Неаполя.

## Биография
В возрасте 16 лет Санча была выдана замуж из-за политических соображений за Джоффре Борджиа, внебрачного сына римского папы Александра VI. Они сочетались браком 11 мая 1494 в Неаполе. Джоффре было тринадцать лет, Санча была по крайней мере на три года его старше. Этот брак укрепил отношения между Ватиканом и королём Неаполя. В качестве приданого Джоффре получал Скуиллаче и Кариати, к которым позднее было прибавлено графство Альвито. В 1498 году папско-неаполитанский союз был скреплён новым браком: Альфонсо, брат Санчи, взял в жены сестру Джоффре — Лукрецию.
Поначалу молодые жили при неаполитанском дворе. Летом 1496 года Александр вызвал их к себе в Рим. Супруги въехали в город через Латеранские ворота, их приветствовали все кардиналы, послы, сенаторы, знать и именитые граждане города. По отзыву Скалона, Санча Арагонская была:

На самом деле не так хороша, как её описывают. Все её поведение и жесты напоминают о покорности овцы, смиренно отдающей себя волку. Ей более двадцати двух лет, она природная брюнетка, с блестящими глазами, орлиным носом, очень искусно себя подает, и в желаниях её невозможно ошибиться. Муж её смуглый юноша с длинными, слегка рыжеватыми волосами.
Джоффре был слишком юным и неопытным и заставлял скучать жену в своем обществе. Она искала общения со зрелыми мужчинами. Муж воспринимал её увлечения довольно флегматично. Молва твердила, что Санча сожительствовала с братьями своего мужа — Чезаре и Джованни. С Лукрецией же они очень скоро стали близкими подругами. В июне 1497 года было найдено тело убитого Джованни. По одной из версий, таким образом Чезаре избавился от назойливого соперника. Считая брак младшего сына неудачей, Александр VI планировал развести Санчу и Джоффре и назначить сына кардиналом. Король Неаполя дал согласие на этот развод при условии, что Чезаре возьмёт в жёны дочь Фернандо I, Карлотту Арагонскую. Но последняя ответила категорическим отказом и Чезаре женился на Шарлотте Д’Альбре. Это привело к разрыву папского союза с Неаполем. 
Летом 1499 года брат Санчи бежал из Рима, чем  привёл в ярость папу. Вскоре Джоффре Борджиа ввязался в драку с городским патрулем и был ранен. Гнев Александра VI перекинулся на невестку, которая вздумала защищать мужа, и её вслед за братом выпроводили в Неаполь, считая потенциальной шпионкой. К этому времени её роман с Чезаре уже закончился. Зимой 1500 года Санча вместе с братом Альфонсо вернулась в Рим, где вокруг них сплотилась арагонская партия, которая пыталась склонить Александра VI к его прежним союзникам, к Испании. Когда после продолжительного отсутствия Чезаре вернулся из Франции в Рим, он быстро понял настроение в семейном кругу. Не желая допустить оппозиции в собственной семье, противостояние которой угрожало его политическим интересам и ставило под удар его личное положение в Ватикане, он пошёл на убийство мужа сестры Лукреции, Альфонсо. 
В августе 1500 года Альфонсо был задушен на глазах жены и сестры. 
Открытое проявление горя Санчей и Лукрецией вызвало большое беспокойство и раздражение у Александра VI, и в сентябре 1500 года он выслал их в Непи, но уже через два месяца вернул в Рим. В октябре 1502 года, чтобы показать свою поддержку королю Франции, папа заключил Санчу в замок св. Ангела. Во время тюремного заключения, под давлением своего двоюродного брата кардинала Ипполито д'Эсте стала его любовницей. В сентябре 1503 года, после смерти Александра VI, она получила свободу и была отправлена в Неаполь. 
С согласия Лукреции и по просьбе Чезаре Борджиа Санча взяла с собой её сына, своего племянника Родриго (1499—1512). В Неаполе она жила независимо от своего мужа в собственном дворце и состояла в отношениях с Гонсало Фернандес де Кордова. Скончалась бездетной в 1506 году.  Несколько месяцев спустя её муж Джоффре вступил в повторный брак.

## Образ в искусстве

### В литературе
- Санча Арагонская — главная героиня романа Джинн Калогридис «Невеста Борджиа» (англ. The Borgia Bride, 2005), от имени которой и ведется повествование.

### В фильмах и сериалах
- Телефильм «Борджиа» (Великобритания. 1981). Роль исполняет Элинор Дэвид.
- Фильм «Борджиа» (Испания. 2006). Роль исполняет Линда Батиста.
- Сериал «Борджиа» (Канада, Венгрия, Ирландия. 2011—2013). Роль исполняет Эммануэль Шрики.
- Сериал «Борджиа» (Франция, Германия, Чехия, Италия. 2011—2014). Роль исполняет Элишка Кренкова.

## Основная литература
- Жадько Е. Г. «100 великих династий», изд. «ВЕЧЕ», 2002 г. (480 с.) — стр. 136—147